# Nyctemera plesiastes
Nyctemera plesiastes là một loài bướm đêm thuộc phân họ Arctiinae, họ Erebidae.